# Walk Away (canção de Aloha from Hell)
"Walk Away" é uma canção escrita por Tord Bäckström, Bengt Girell e Jan Nilsson para a banda alemã Aloha from Hell, para o álbum de estreia, No More Days to Waste. Foi lançado como segundo single do álbum a 14 de Novembro de 2008. A música alcançou a vigésima sexta posição na tabela musical da Alemanha, German Singles Chart.

## Faixas e formatos
| CD Single      |                                        |         |  |
| N.º            | Título                                 | Duração |  |
| 1.             | "Don't Gimme That" (Versão do single)  | 3:47    |  |
| 2.             | "Don't Gimme That" (Versão orquestral) | 4:15    |  |
| Duração total: | Duração total:                         | 7:62    |  |

| CD Maxi-single |                                        |         |  |
| N.º            | Título                                 | Duração |  |
| 1.             | "Don't Gimme That" (Versão do single)  | 3:47    |  |
| 2.             | "Don't Gimme That" (Versão orquestral) | 4:15    |  |
| 3.             | "Wake Me Up" (Lado B)                  | 3:23    |  |
| 4.             | "Walk Away" (Instrumental)             | 3:44    |  |
| 5.             | "Walk Away" (Vídeo musical)            | 3:48    |  |
| Duração total: | Duração total:                         | 17:77   |  |

## Desempenho nas tabelas musicais

### Posições
| Tabela musical (2008)            | Melhor posição |
| -------------------------------- | -------------- |
| Áustria - Austrian Singles Chart | 70             |
| Alemanha - German Singles Chart  | 26             |